# Нова Весь (гміна Слупца)
Нова Весь (пол. Nowa Wieś) — село в Польщі, у гміні Слупца Слупецького повіту Великопольського воєводства.
Населення — 210 осіб (2011).
У 1975-1998 роках село належало до Конінського воєводства.

## Демографія
Демографічна структура станом на 31 березня 2011 року:
|          | Загалом | Допрацездатний вік | Працездатний вік | Постпрацездатний вік |
| -------- | ------- | ------------------ | ---------------- | -------------------- |
| Чоловіки | 104     | 22                 | 69               | 13                   |
| Жінки    | 106     | 24                 | 56               | 26                   |
| Разом    | 210     | 46                 | 125              | 39                   |